# Голаць
Голац (словен. Golac) — поселення в общині Хрпелє-Козіна, Регіон Обално-крашка, Словенія. Висота над рівнем моря: 643,1 м.